# Жусупов, Эшенкул
Эшенку́л Жусу́пов (кирг. Эшенкул Жусупов; 1915 год, село Кыла — дата и место смерти не известны) — председатель колхоза имени Калинина Ленинского района Джалал-Абадской области, Киргизская ССР. Герой Социалистического Труда (1948). Депутат Верховного Совета Киргизской ССР.

## Биография
Родился в 1915 году в крестьянской семье в селе Кыла (ныне — Ноокенский район, Джалал-Абадская область, Кыргызстан).
С 1937 года работал в одном из колхозов Ленинского района.
Участвовал в Великой Отечественной войне. После войны возвратился на родину.
С 1945 года — председатель колхоза имени Калинина Ленинского района.
Вывел колхоз в число передовых сельскохозяйственных предприятий Ленинского района. В 1955—1956 годах колхоз сдал государству от 30,3 — 33,3 центнеров хлопка-сырца с каждого гектара. Указом Президиума Верховного Совета СССР от 15 февраля 1957 года за выдающиеся успехи, достигнутые в деле увеличения производства сахарной свеклы, хлопка и продуктов животноводства, широкое применение достижений науки и передового опыта в возделывании хлопчатника, сахарной свеклы и получение высоких и устойчивых урожаев этих культур удостоен звания Героя Социалистического Труда с вручением ордена Ленина и золотой медали «Серп и Молот».
Избирался депутатом Верховного Совета Киргизской ССР (1955—1959).
С 1966 года — на пенсии.